# Korum

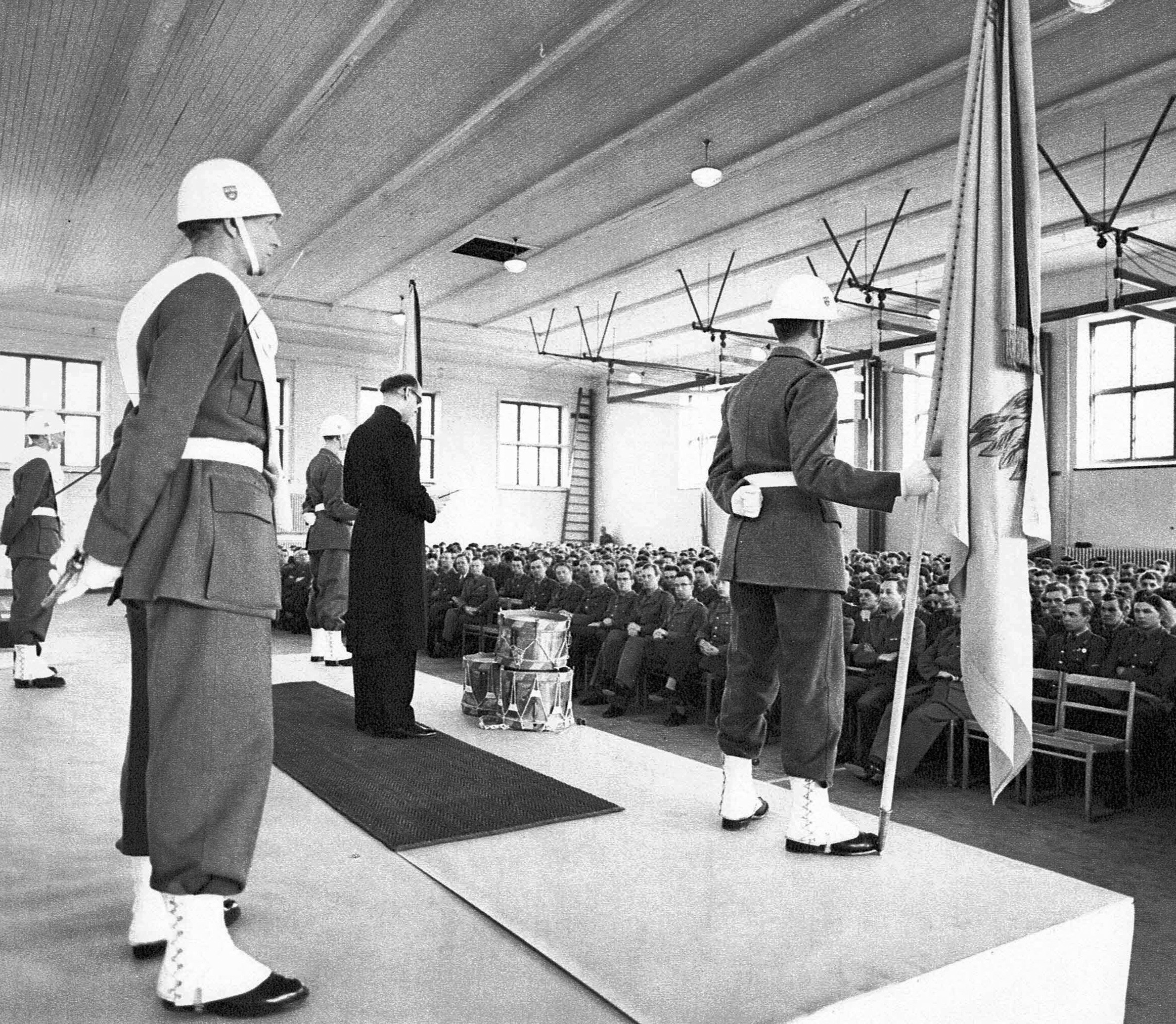
Korum omkring 1960 vid Norra skånska infanteriregementet.

Korum (ackusativ av lat. chorus, eg. "en sjungande skara") kallas en militärgudstjänst inför samlad trupp. Korum kan även avse scoutgudstjänst. Korum hölls ursprungligen utomhus.

## Sverige
I äldre tider förrättades korum om morgon och afton vid varje svensk trupp och bestod däri, att en psalmvers sjöngs före och efter en bön, vilken upplästes av någon bland manskapet. Efter gudstjänstens slut utropade befälhavaren krigsmannabönen "Gud bevare konungen och fäderneslandet!", vilket upprepades av truppen. I svenska flottan svarar truppen "Gud höre det".
Korum förekommer emellanåt fortfarande i den svenska försvarsmakten, främst bland svensk trupp i utlandstjänst.[källa behövs]

## Internationellt

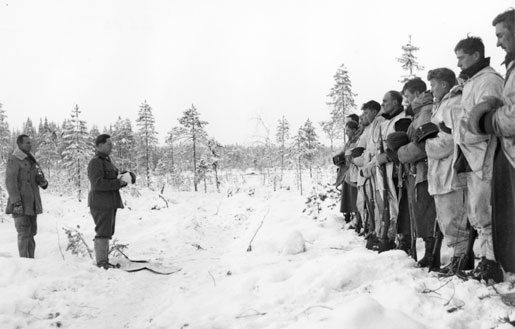
"Marockos skräck" eller löjtnant Aarne Juutilainens kompani på en julandakt i Kollaa den 24 december 1939.
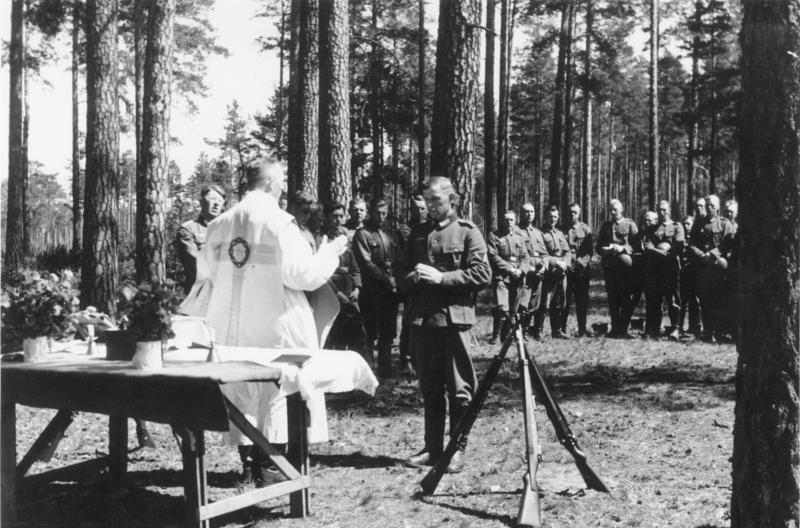
Korum i Wehrmacht, Ostpreussen 1941.